# 神野貴志
神野 貴志（じんの たかし）は、日本のソングライター、編曲家 ギタリスト、ベーシスト、キーボーディスト、レコーディング・エンジニア。大阪府出身、神戸在住。個人事務所STUDIO Peppermint代表。主にアイドルに楽曲を提供している。血液型はAB型。

## 概要
楽曲制作においてギター、ベース、キーボード演奏からミキシング、マスタリングまでの全工程を一人でこなすマルチプレイヤーであり、技術者である。個人サークル「すたじお☆ぺぱーみんと」では、ニコニコ動画YouTube等に初音ミク、メグッポイド、SF-A2 開発コード miki、猫村いろはといったVOCALOIDを使用したオリジナル曲を多数投稿しており、関連する同人イベントにも頻繁に参加している。以前は銀河方面PもしくはTakaJ-Boy等の名義を使い分けていたが、現在はほぼ全ての曲において「銀河方面P＠神野貴志」で名義統一されている。

## 来歴
大阪写真専門学校音響芸術学科(現ビジュアルアーツ大阪)在学中より、元P-MODELの小西健司等に作曲を高く評価され、プロとしての活動をスタート。卒業後は関西の音楽制作事務所にて作曲家、マニピュレーターとして様々な音楽制作に携わる。音楽制作事務所を退社後は友人と新たに音楽制作会社を設立し取締役に就任する。その後独立し現在は自らが設立した個人事務所STUDIOPeppermintにてフリーランスの作編曲家として活動。
アイドル・声優への楽曲提供やゲーム・CM・有線BGMなど多数手がける等、幅広いジャンルの作曲家として知られる。手がけた代表曲は「月・影・舞・華」「恋は気まぐれイリュージョン!!」等。

## 楽曲提供作品
フルーレット
フルパっ!
虹の坂道
サンバing
SMILE STEP-びわ湖放送「高校野球ハイライト2016」「高校野球ハイライト2017」コーナーソング-
Shining Dream
大阪24区ガールズ
TAKOYAKI☆PARTY(作詞/漆野淳哉、きり)
好きなんや!(編曲)
NANIWA(作詞/漆野淳哉、きり)
OSAKA★(作詞/漆野淳哉)
広島8区ガールズ
Flower Girl(作詞/きり、漆野淳哉)
HIROSHIMA☆(作詞/きり、漆野淳哉)
東京23区ガールズ
MyStory(作詞/漆野淳哉)
TinySun(作詞/漆野淳哉)
TOKYO★ROMAN(作詞/漆野淳哉)
Tokyo Love Affair(作詞/漆野淳哉)
Amazing City TOKYO(作詞/漆野淳哉)
TOKYO DREAMER(作詞/漆野淳哉)
TOKYO HEAVEN(作詞/漆野淳哉)
TOKYO★(作詞/漆野淳哉)
奏遥香
花魁道中奈落坂(作詞/奏遥香)
虹色★STAR
Rainbow☆Smile(編曲)
初恋シンドローム(編曲)
Happy Family(編曲)
虹のYELL!(作詞/山中貴理、漆野淳哉)
高知家応援アイドルりりこち
Re:DREAM(作詞/漆野淳哉、きり)
Forever(作詞/漆野淳哉、きり)
百火繚乱(作詞/漆野淳哉、きり)
ポジティブル★(作詞/漆野淳哉、きり)
one step(作詞/りりこち)
無敵★IDOL(作詞/山中貴理、漆野淳哉)
天音ゆいり
願い、叶うなら(作詞/天音ゆいり)
柿原徹也
Heat and Shout!(編曲) COLORFUL5〜アコガレの音〜
和楽器バンド
月・影・舞・華 -ボカロ三昧-
アルスマグナ
天翔恋唄日記
トニック
僕のアイドル(作詞/トニック)
中原麻衣と浅倉杏美のらぶえんじぇる
Innocent Lover(作詞/漆野淳哉) -6COLORS〜SEASIDE LIVE FES 2013-
高橋広樹
夢旅路 -ヘタリア キャラクターCD II Vol.2 日本-
美郷あき
HIKARI(作詞/7chi子♪) -SNKプレイモア スカイラブIIIテーマソング-
OSK日本歌劇団
羽衣天女伝説テーマソング 羽衣レジェンド
中村郁
みこし方程式(作詞/7chi子♪) -SNKプレイモア 神たま2〜あっぱれ超みこし祭〜テーマソング-
???
晴レルヤ(作詞/7chi子♪) -SNKプレイモア ハイパー娘テーマソング-
KEI その他
DearMyFriend(作詞/7chi子♪) -SNKプレイモア 餓狼伝説双撃テーマソング-
ANNA
Luminous(作詞/7chi子♪) -SNKプレイモア 極お父さん〜舞い降りた天使???〜テーマソング-
暴徒
エキセントリックw(作詞/暴徒)
天月-あまつき-
夜桜烈風伝
ELLE
Future☆Dream
Re:ReKOCHI
Merry-go-round(編曲)
Nobody Knows(編曲)
恋はRainbow(編曲)
S★KIP
恋はライバル
LOCK ON!(作詞/きり)
ONE
SUN Q!! (作詞/漆野淳哉)
Hurry Up!(作詞/漆野淳哉)
Shake it up!(作詞/漆野淳哉)
DreamingGirl(作詞/漆野淳哉)
FRIDAY(作詞/漆野淳哉)
Move on!(作詞/漆野淳哉)
Bloomy Rose(作詞/漆野淳哉)
アニメ声優楽団
Introduction
Secret Silence
月・影・舞・華
無限のシナプス
光速☆Drive
恋は気まぐれイリュージョン!!
きみの声がきこえるよ
SweetKiss♡BitterKiss
DOLL HEART 〜アンドロイド・ラブ〜（作詞/アニ楽P）
ここにいてよ・・・（作詞/KaoKao）
硝子細工のオルゴール（作詞/榎本ゆに）
太陽のカケラ（作詞/YU-KI）
ミラクル★パワー（作詞/アニ楽P）
Locoman Orchestra
しぶきゅうの歌 -株式会社渋谷給食センター社歌-
りん
ウインくん・ウインちゃんの歌 -羽田自動車商会(株)オリジナルアニメ・ソング-

## VOCALOID関連提供作品
VOCALOID4 猫村いろは公式デモ曲
フルパワー!まじかるぼいすっ!
天響ノ和樂 2
天翔恋唄日記
VOCALOID3 ZOLA PROJECT 1st Compilation
エキセントリックw太鼓の達人収録曲
galaco SUPER BEST
未来Treasure
EXIT TUNES PRESENTS GUMitia (グミティア) from Megpoid
ハダカの女王様
花楽里漫葉集 feat.初音ミク
月・影・舞・華
ボカロバラード・セレクション
黄昏ゆく想い-Remix-
ハロー!いろは feat.猫村いろは
トゥインクル・スマイル-UMix-
にゃんころいど
CatStep←CatHop→CatJump
BIRTHDAY SONGS for 初音ミク
きみの声がきこえるよ
sync-loid:02
紺碧の瞳
VOCALOID from ニコニコ動画 ボカロ超特急 SUPER EXPRESS COMPILATION 02
無限のシナプス

## ゲーム音楽などの提供作品
NTTソルマーレ
Moe! Ninja Girls
ANGEL Project
HATSUNE Appearance夏祭初音鑑
マーベラス
勇者30 SECOND　
SNKプレイモア
ハイパー娘
餓狼伝説双撃
神たま2〜あっぱれ超みこし祭〜
幕末浪漫月華の剣士外伝〜あかりと七つの妖珠〜
コトブキソリューション
鈍色のバタフライ
灰と剣と白い魔女
アパスティアの塔
ロードオブアドレニアン-狂王戦記-
エクエスサーガ
定番ゲームピラミッド&モンテカルロ
アルカイックドラグーン
双生の絆
あやかしがたり
オープンドア
クイーンディグニティ
アイディアファクトリー
ジカンデファンタジア
アリコシステム
結婚は男前と・・・
フランクアート
艶花将棋
バンダイナムコ
ケータイ都市伝説
ラブハンターしずる
関西テレビ放送
FNNスーパーニュースほっとKANSAI2001年度』BGM
USEN
H-13ポップミュージック
D-18アミューズメント・コーナー向け
D-01季節音楽（イージーリスニング）
H-01季節音楽（童謡インスト）
H-02季節音楽（J-POPインスト）
I-10イージーリスニングJ-POP
A/E-11USENHitsインスト
MTI
制作センター紹介用BGM
Music.jp着信メロディオーケストラアレンジ